# 山形県の資格者配置路線
山形県の資格者配置路線（山形県のしかくしゃはいちろせん）とは、交通誘導警備業務に関し、道路又は交通の状況により、山形県公安委員会が道路における危険を防止するため必要と認める路線である。当該路線で交通誘導警備業務を実施するにあたっては、交通誘導警備業務を実施する場所ごとに、交通誘導警備業務1級検定又は2級検定の合格証明書の交付を受けた警備員を1名以上配置しなければならない。

## 告示・施行
- 2006年11月17日：告示　　山形県公安委員会規則第10号（警備業法施行細則の一部を改正する規則）第6条の2
- 2007年6月1日：施行
- 2016年4月1日：山形県公安委員会規則第９号、『警備業法施行細則の一部を改正する規則』によって路線を改正し施行。

## 路線一覧
|    | 路線名                   | 区間         |
| -- | ------------------------ | ------------ |
| １ | 国道7号                  | 山形県の全域 |
| ２ | 国道13号                 | 山形県の全域 |
| ３ | 国道47号                 | 山形県の全域 |
| ４ | 国道48号                 | 山形県の全域 |
| ５ | 国道112号                | 山形県の全域 |
| ６ | 国道113号                | 山形県の全域 |
| ７ | 国道121号                | 山形県の全域 |
| ８ | 国道286号                | 山形県の全域 |
| ９ | 国道287号                | 山形県の全域 |
| 10 | 国道345号                | 山形県の全域 |
| 11 | 国道348号                | 山形県の全域 |
| 12 | 国道458号                | 山形県の全域 |
| 13 | 山形県道1号米沢高畠線    | 全線         |
| 14 | 山形県道16号山形停車場線 | 全線         |
| 15 | 山形県道19号山形山寺線   | 全線         |
| 16 | 山形県道21号蔵王公園線   | 全線         |
| 17 | 山形県道22号山形天童線   | 全線         |
| 18 | 山形県道24号天童寒河江線 | 全線         |
| 19 | 山形県道25号寒河江村山線 | 全線         |
| 20 | 山形県道34号新庄戸沢線   | 全線         |
| 21 | 山形県道38号酒田鶴岡線   | 全線         |
| 22 | 山形県道40号酒田松山線   | 全線         |
| 23 | 山形県道42号酒田港線     | 全線         |
| 24 | 山形県道47号鶴岡羽黒線   | 全線         |
| 25 | 山形県道51号山形上山線   | 西回り全線   |